# Adam Korytowski
Adam Korytowski (ur. 27 lipca 1886 w Przemyślanach, zm. 25 sierpnia 1942 w Edynburgu) – generał brygady Wojska Polskiego, kawaler Orderu Virtuti Militari.

## Życiorys
Adam Korytowski urodził się 27 lipca 1886 w Przemyślanach, w rodzinie Stanisława i Marii z Augustiaków. Był absolwentem Szkoły Kadetów Kawalerii w Mährisch Weißkirchen (obecnie Hranice na Morawach). Od 13 sierpnia 1908 do listopada 1918 pełnił zawodową służbę w cesarskiej i królewskiej armii. W czasie służby w c. i k. armii ukończył Terezjańską Akademię Wojskową w Wiener Neustadt. W czasie I wojny światowej dowodził szwadronem, był oficerem sztabu armii i oficerem do zleceń c. i k. 4 pułku ułanów. W 1916 awansował do stopnia rotmistrza
28 lutego 1919 został przeniesiony z I Brygady Kawalerii do Dowództwa Okręgu Generalnego „Łódź” na stanowisko zastępcy szefa sztabu. Do Wojska Polskiego został przyjęty formalnie 18 marca 1919 z „byłej armii austro-węgierskiej z zatwierdzeniem posiadanego stopnia (majora), nadanego rozkazem gen. Rydza-Śmigłego z dn. 12 listopada 1918 jako warunkowego, aż do ułożenia przez Komisję Weryfikacyjną ogólnej listy starszeństwa”. W lipcu tego roku został wyznaczony na stanowisko szefa sztabu 10 Dywizji Piechoty, a we wrześniu – szefa sztabu Dowództwa Okręgu Generalnego „Pomorze”. W czasie wojny polsko-bolszewickiej kolejno: szef sztabu Dowództwa Okręgu Generalnego „Lwów”, szef sztabu Dowództwa Okręgu Generalnego „Poznań” (do 7 października 1920), szef sztabu i zastępca dowódcy Ekspozytury Dowództwa Okręgu Generalnego „Warszawa” w Białymstoku (z dniem 21 października 1920), szef sztabu Dowództwa Okręgu Generalnego „Białystok” i zastępca dowódcy Okręgu Generalnego „Białystok”. Pełniąc służbę w Poznaniu 15 lipca 1920 został zatwierdzony z dniem 1 kwietnia 1920 w stopniu majora w kawalerii, w „grupie byłej armii austro-węgierskiej”. 23 października 1920 został awansowany do stopnia podpułkownika kawalerii z dniem 1 kwietnia 1920.

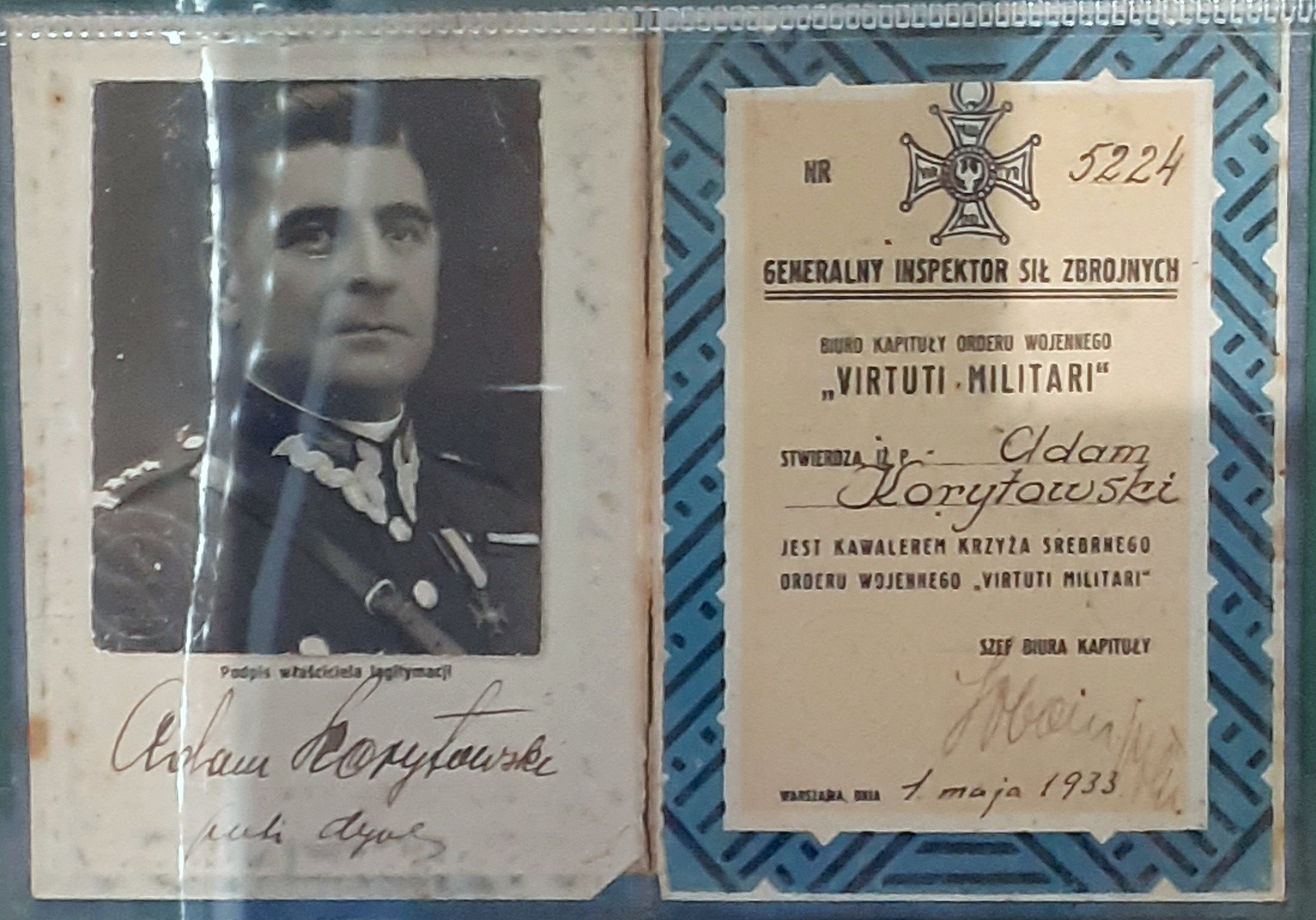
Legitymacja kawalera Krzyża Srebrnego Orderu Wojennego Virtuti Militari gen. Adama Korytowskiego

Po zakończeniu działań wojennych pełnił służbę na stanowisku szefa wydziału w Oddziale I Sztabu Generalnego, którego szefem był wówczas pułkownik Straży Granicznej dr Józef Zając. Pełniąc służbę w Sztabie Generalnym pozostawał na ewidencji 10 pułku ułanów w Białymstoku. 3 maja 1922 został zweryfikowany w stopniu podpułkownika ze starszeństwem z dniem 1 czerwca 1919 i 69. lokatą w korpusie oficerów jazdy (od 1924 – kawalerii). W kwietniu 1924 został przeniesiony z 10 do 3 pułku ułanów z pozostawieniem na dotychczasowym stanowisku w Oddziale I SG. Z dniem 1 listopada 1924 został przydzielony do macierzystego pułku z „równoczesnym odkomenderowaniem na roczny kurs doszkolenia w Wyższej Szkole Wojennej na rok szkolny 1924–1925”. Z dniem 15 października 1925, po ukończeniu kursu i uzyskaniu dyplomu naukowego oficera Sztabu Generalnego, został przydzielony do Departamentu II Ministerstwa Spraw Wojskowych na stanowisko szefa Wydziału Ogólnego.

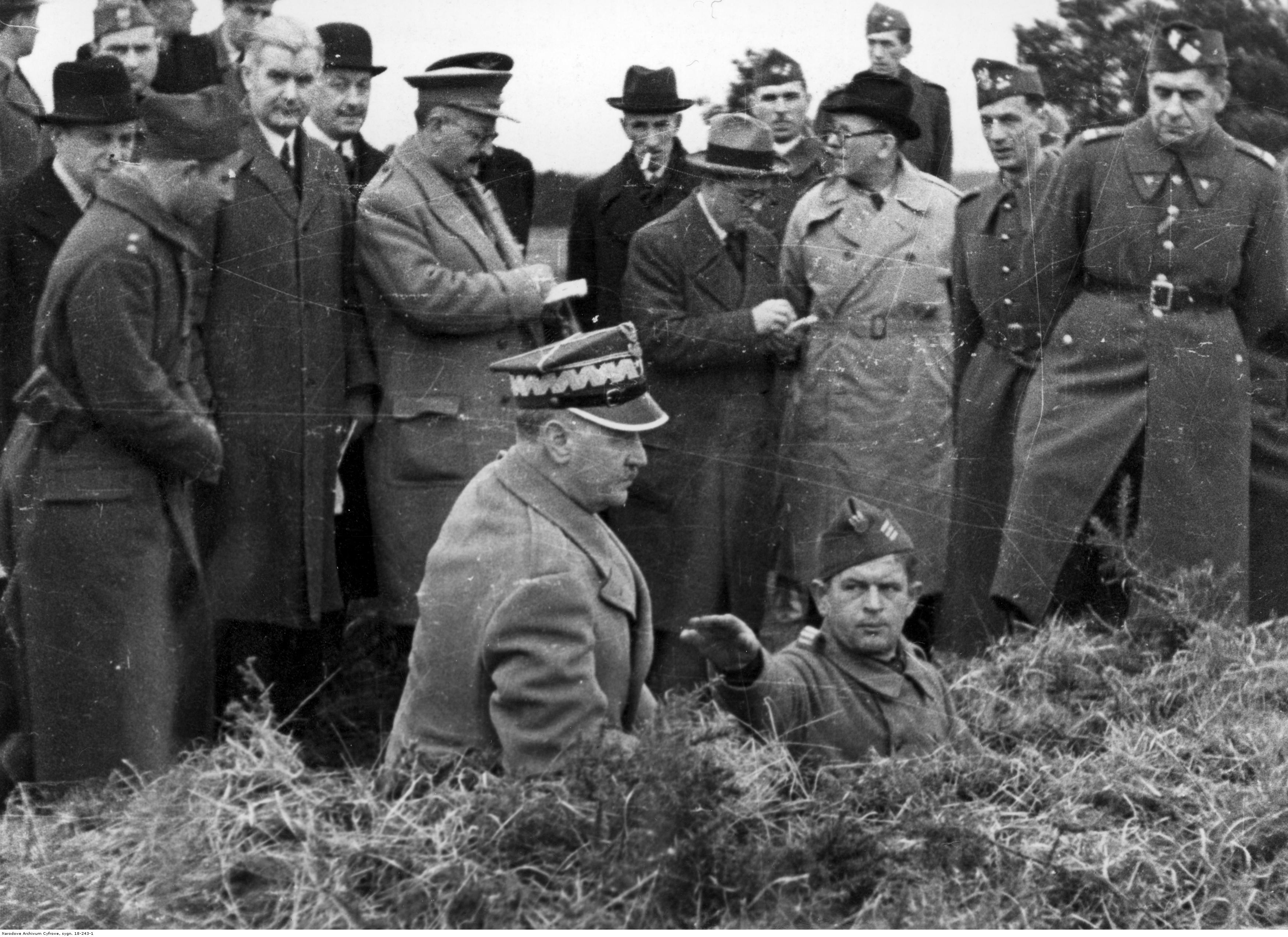
Wizyta Naczelnego Wodza gen. Władysława Sikorskiego w obozie szkoleniowym w Coëtquidan – gen. Adam Korytowski 1. z prawej

Z dniem 1 września 1926 został przydzielony do Generalnego Inspektora Sił Zbrojnych i wyznaczony na stanowisko I oficera sztabu generała do prac przy GISZ, gen. bryg. Stefana Dąb-Biernackiego. W listopadzie 1927 objął dowództwo 13 pułku ułanów w Nowej Wilejce. 1 stycznia 1928 awansował do stopnia pułkownika ze starszeństwem z dniem 1 stycznia 1928 i 4. lokatą w korpusie oficerów kawalerii. W marcu 1930 został mianowany dowódcą Brygady Kawalerii „Równe”, która 1 kwietnia 1937 została przemianowana na Wołyńską Brygadę Kawalerii. Od 10 listopada 1931 do 15 lipca 1932 był słuchaczem VI Kursu Centrum Wyższych Studiów Wojskowych w Warszawie. Wielką jednostką kawalerii dowodził przeszło dziewięć lat. Na stopień generała brygady został mianowany ze starszeństwem z dniem 19 marca 1938 i 7. lokatą w korpusie generałów. 5 lipca 1939 objął nowo utworzone stanowisko zastępcy dowódcy Okręgu Korpusu Nr IV w Łodzi. Jego bezpośrednim przełożonym został gen. bryg. Wiktor Thommée.
1 września 1939, gdy generał Thommée objął dowództwo Grupy Operacyjnej „Piotrków”, został dowódcą Okręgu Korpusu Nr IV. W początkowym etapie kampanii wrześniowej obowiązki dowódcy okręgu korpusu łączył z funkcją delegata naczelnego kwatermistrza, którego zadaniem było zaopatrywanie Armii „Łódź” i „Poznań” oraz „Prusy”. Wieczorem 5 września ewakuował się wraz z podległym personelem do Lublina.
Przedostał się do Francji po zakończeniu działań w Polsce. W obozie szkoleniowym Coëtquidan był jego dowódcą, a następnie dowódcą Okręgu Korpusu Bretania. Ewakuował się do Wielkiej Brytanii, gdzie nie otrzymał żadnego przydziału. W styczniu 1942 został przeniesiony w stan nieczynny. Zmarł 25 sierpnia 1942 w Edynburgu i został pochowany na tamtejszym Cmentarzu Corstorphine Hill.

## Opinia
Taktycznie dobrze przygotowany. Bardzo dużo pracuje nad sobą. Nadaje się na dowódcę wielkich jednostek wojskowych w stopniu bardzo dobrym. Może dowodzić większymi związkami. Decyzja ostrożna, ale bardzo konsekwentna i pewna w wykonaniu. Wybitna lojalność służbowa daje pewną gwarancję wykonania rozkazów. Jest to jeden z tych dowódców kawalerii, który na pewno nigdy nie będzie się zasłaniał zmęczeniem oddziałów. Bardzo duże poczucie odpowiedzialności. Bardzo dobry dowódca wyższej jednostki. Stan zdrowotny i fizyczny doskonały
. /-/ gen. Bukacki-Burhardt.

## Ordery i odznaczenia
- Krzyż Srebrny Orderu Wojskowego Virtuti Militari nr 5224 (28 lutego 1922)[23]
- Krzyż Oficerski Orderu Odrodzenia Polski (2 maja 1923)[24][25]
- Złoty Krzyż Zasługi (19 marca 1937)[26][27]
- Odznaka Pamiątkowa Generalnego Inspektora Sił Zbrojnych (12 maja 1936)
- Medal Pamiątkowy za Wojnę 1918–1921[28]
- Medal Dziesięciolecia Odzyskanej Niepodległości[28]
- Krzyż Kawalerski Orderu Legii Honorowej (Francja)